# Possesso illegale di armi
Il possesso illegale di armi è la detenzione - in modo illegale - nella propria abitazione, nella proprietà privata o indosso, di un'arma, in violazione delle norme in tema.

## Caratteristiche generali
La disciplina è molto diversa da paese a paese, soprattutto per le armi da fuoco. Ad esempio in alcuni paesi detenere un'arma legalmente implica dei doveri a cui il detentore deve assolutamente aderire. A seconda del permesso che si possiede è possibile avere un numero limitato di armi, sia lunghe che corte, suddette armi devono essere tenute in luoghi appropriati (luoghi sicuri, ma non per forza armadi appositi). Inoltre il possessore si deve limitare a detenere un certo numero di munizioni.
Questi fattori vengono solitamente violati quando si parla di casi di possesso illegale di armi da fuoco. In taluni casi il numero di armi e munizioni può essere maggiore dei limiti prestabiliti dalla legge.

## Nel mondo

### Austria
In Austria la materia è regolata dall'art. 36 della legge sulle armi, la Waffengesetz vigente dal 1996.

### Germania
Per effetto del Trattato di Versailles, la Germania proibì la detenzione di armi, anche in luoghi di privata dimora, e impose la consegna di esse ai suoi cittadini. Tale normativa durò dal 1919 al 1928. Attualmente la materia è disciplinata dallo Strafgesetzbuch, ovvero il codice penale tedesco, in vigore dal 1° gennaio 1975.

### Italia
Il codice penale italiano prevede il reato di detenzione abusiva di armi sanzionando chiunque detenga armi senza averne fatto denuncia all'autorità competente quando tale atto sia richiesto.

### Norvegia
La materia è regolata dal Firearm Weapons Act del 1963.

### Stati Uniti d'America
Secondo la politica delle armi negli Stati Uniti sanzioni in tema di possesso illegale di armi sono stabilite da leggi federali e statali, in particolare ogni Stato federato degli Stati Uniti d'America può prevedere particolari restrizioni per vari tipi di armi e di munizioni.

### Svizzera
La materia è regolata dalla legge federale sulle armi del 20 giugno 1997; in seguito agli accordi di Schengen la Svizzera ha introdotto dal 1º dicembre 2008 una regolamentazione della detenzione delle armi.